# Soliloquie
Pour les articles homonymes, voir Soliloquie (homonymie).

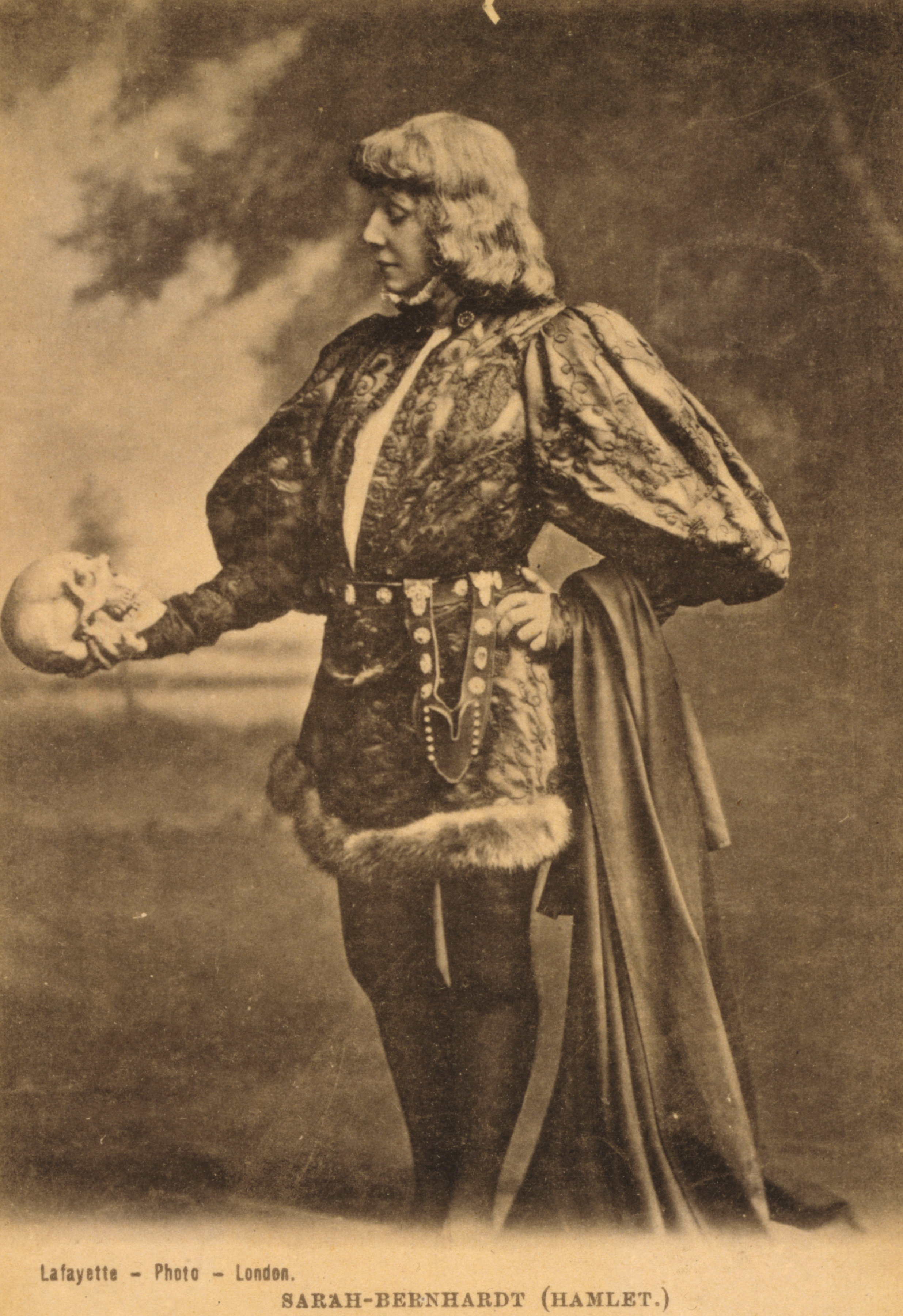
Portrait de Sarah Bernhardt dans Hamlet, une des soliloquies les plus célèbres.

La soliloquie est un terme souvent utilisé dans la comédie dramatique lorsqu'un personnage relate seul ses pensées/sentiments à haute voix devant le public. La soliloquie se distingue du monologue et de l'aparté.

## Psychologie
Dans la psychologie, la soliloquie peut désigner un individu parlant seul. Elle survient lorsqu'un individu souffre de schizophrénie ou de divers troubles mentaux. L'isolement social peut favoriser les cas de soliloquie et également se développer lorsqu'un individu est, ou se sent, socialement rejeté. Dans certains cas, les paroles du soliloque peuvent se traduire en ruminations ou lamentations. Dans d'autres cas, elles se traduisent par un monologue voire une discussion.[réf. nécessaire]
L'hallucination de soliloquie désigne des cas d'hallucinations chez des patients schizophrènes, ceux-ci entendant leur propre voix et ayant l'impression de parler à voix haute alors qu'en réalité ils restent silencieux.